# 行屍 (漫畫)
《行屍走肉》（英語：The Walking Dead）是於2003年10月開始按月出版的黑白美國漫畫。作者是羅伯特·柯克曼，作畫湯尼·摩爾，但於第七話後更換為查理·艾德勒。2019年7月完結，全193話。
故事是描述一班設法在遭受殭屍啟示的世界中生存的旅行。這系列於在聖地牙哥動漫展得到艾斯納獎的最佳連續系列（Best Continuing Series）。
改編電視劇陰屍路於2009年在8月11日宣布製作，在2010年10月31日於AMC首播。

## 劇情
行屍是集中在居住在肯塔基州的Cynthiana，擔任小鎮警員的瑞克·格萊姆斯與他的家人，以及一部份倖存者一同在充滿喪屍的世界中結伴生存。

## 人物介紹

### 格萊姆斯一家
瑞克·格萊姆斯（Rick Grimes）
瑞克是故事中的主要角色，Kirkman曾表示，這系列打算把重點放在他以及他的生活，並推測，如果瑞克死亡，這系列將會不久後完結。
第1集時,瑞克的年齡是29歲。不過喪屍末日已經爆發了四年，所以目前瑞克的年齡是33歲。
瑞克是一個位於肯塔基州，名Cynthiana的小鎮中擔任警官，與妻子蘿莉及兒子卡爾一同生活。他是一個美國白人。
在故事開頭，瑞克因一個逃犯以槍打傷而陷入昏迷狀態。當醒來時，發現簡直身在惡夢中，醫院、住家附近、以及整個世界都滿地行屍（the walker）。其後與其他倖存者合流，而其中包括他的家人，瑞克最初十分理想化。但經過一個多月，隨著更多喪屍啟示，以及死亡的倖存者日益增多，他得到明顯的精神受損。
雖然他受到一種持續性的的心理上和感情上的破裂，但瑞克仍然是組中的一個突出的領導者（但大多都是對方倚靠著他），克服一切困難繼續生存。
此外，他的右手被州長砍斷，右腿還被尼根傷害而瘸了。
瑞克在最新的連載中被槍殺後變成喪屍，卡爾見狀後槍殺喪屍化的瑞克。
在電視劇中，飾演瑞克的是Andrew Lincoln。
蘿莉·格萊姆斯（Lori Grimes）
蘿莉是瑞克的妻子，卡爾的母親。在瑞克因槍戰受傷並陷入昏迷時，死者開始復活。蘿莉最終決定帶同卡爾，在肖恩的陪同下到父母所居住的亞特蘭大，因為那兒較安全。
一路上，蘿莉的心情變得越來越苦惱和絕望，因把瑞克「遺棄」在鎮醫院一事令她極度內疚。最終，由於她極度渴望親密，而在前往亞特蘭大的公路與肖恩度過了一個充滿激情的性夜，雖然她立刻感到後悔。
在抵達亞特蘭大後，並發現不死人（undead）蔓延在城市中，與肖恩以及其他倖存者組成一個集團，在城市範圍外的地方紮營，然後瑞克終於加入他們。
在幾個倖存者，當中包括肖恩，死亡之後，集團動身去尋找更加安全的區域居住。
在這脆弱的局勢惡化時，蘿莉發現她懷孕了。但被戴爾勸告不要告訴瑞克關於她與肖恩的遭遇。在這時，本集團逗留在一所監獄中，蘿莉曾試圖把真相告知瑞克，但瑞克懇求她不要，因真相可以殺死他。蘿莉在監獄中誕下一名女兒—朱蒂絲，並開始扶養著她，但是好日子並不長，在州長帶領的伍德伯里的團體襲擊監獄之時，因逃生不及，而與女兒茱蒂絲一同死於槍殺。
在電視劇中，飾演蘿莉的是Sarah Wayne Callies。
卡爾·格萊姆斯（Carl Grimes）
卡爾是瑞克與蘿莉的兒子，朱蒂絲的哥哥（有可能是同母異父）。在死人（the dead）開始復活時儘管只有7歲，但卡爾很快就適應新的世界，而在他這年齡就證明他的射擊技藝很好，就像他父親一樣。他是蘇菲婭的玩伴，其他成為其「男朋友」。
而他越來越多的跡象顯示他反社會，例如在殺害本一事中沒有悔意。
在第83話中，他臉的右上方（包括他的眼睛和耳朵）被打出一個窟窿，直到第105話才把繃帶揭開。
在第127話中換上眼鏡，其中半邊鏡片是黑的，遮住了瞎掉的右眼。
憧憬厄爾·薩頓，想去山頂寨學習做鐵匠，但瑞克不同意。不過在第128話中瑞克答應帶卡爾去山頂寨。
在電視劇中，飾演卡爾的是Chandler Riggs。
朱蒂絲·“朱蒂”·格萊姆斯（Judith "Judy" Grimes）
朱蒂是瑞克和蘿莉剛出生的女兒（雖然故事中強烈暗示，肖恩是她實際的父親），卡爾的妹妹。
朱蒂的生命迎來一個突然而悲慘下場，在遭遇伍德伯里的團體襲擊監獄之時，與她的母親蘿莉一同死於被槍殺。
傑佛瑞·格萊姆斯(Jeffery Grimes)
蘿莉在第45話中有提到,瑞克有個弟弟，
番外篇有出現在西班牙，在逃離途中被咬傷，雖然沒有實際死亡畫面，但確定病逝。
喪屍末日之後行蹤不明。

### 亞特蘭大倖存者
格倫（Glenn）
一個亞裔（韓國）年輕人。格倫是一個薄餅送貨員，背負著龐大的債務，這一點令他幾乎失去一切，迫使他要回到已經疏遠的父母身邊尋求幫忙。他希望有任何事物令他脫離現實，從某程度上他的願望實現了，因為死人開始復活。
格倫加入在城市外圍的倖存者團體，並經常冒險進人城鎮裡，從其中搜尋有用的物資，成為團體的主要補給品源頭，也因為這樣而變得善於迴避及擊退喪屍（zombies）。
在一次外出中，他拯救了瑞克並結為好友，告知他關於政府崩潰的最新詳情。
後來，格倫找到他的感情寄托—瑪吉·格雷尼。最初，他們的關係只不過是性；稍後發生了一些頗嚴重的事而令他們的感情開花。最終在瑪吉父親及眾人的見證下結婚。
當眾人定居在監獄裡後，他在組內的重要任務轉變為從圍牆外的汽車中收集汽油。
他在亞特蘭大監獄中尋找到防暴裝備和武器，他的發現大大幫助了無配備的倖存者。其後格倫與瑞克及米瓊恩一同進行第一次的偵察，發現伍德布里；他在伍德布里中遭受重大的心理創傷後，更被迫聽到洲長對米瓊恩施展酷刑時的聲音。
瑪吉的自殺未遂也同時也考驗了他的感情上的健康（emotional well-being）。
在最新進度Fear the Hunters故事中，他的腳被獵人狙擊，所受到的傷的情況未明。
在斯科特死後，成為希斯的搭檔。
即使受到眾多考驗，格倫仍然是倖存者中一個重要的經驗豐富成員。
格倫在第100話中被尼根(Negan)打得頭破血流，事後瑞克承諾要殺死尼根。
在電視劇中，飾演格倫的是Steven Yeun。
戴爾（Dale）
戴爾是一個年老的男人，他擁有的露營車是倖存者的主要交通工具。他是一個美國白人
在故事開始前，他正在與他的妻子埃爾瑪（Erma）前住美國各地旅行，享受他們退休生活，在旅程的終點佐治亞州中陷入喪屍危機。
在故事初期中，他透露他的妻子不像他一樣倖存下來，當時是在亞特蘭大郊區中，就在消息才剛傳到那兒不久時就被喪屍殺死。
在第62話被行屍咬到，一心想尋死而離開瑞克，結果慘遭食人魔吃掉一條腿。屍變後被安德拉射殺。
在電視劇中，飾演戴爾倫的是Jeffrey DeMunn。
安德拉（Andrea）
在末日前是個律師的助手。有一個妹妹叫艾咪（Amy）。
在艾米死後認為自己已經一無所有，但由於戴爾的關懷與照顧，便愛上了戴爾，與戴爾展開一段刻骨銘心的忘年戀。
瑞克的得力助手，射擊技術優良。
在後來與瑞克相戀，成為了瑞克的女朋友。
被行屍咬傷，與所有人告別之後半夜變為行屍被瑞克所殺。
艾米（Amy）
安德拉的妹妹，與安德拉一同生活亞特蘭大倖存者營地，再一次的亞特蘭大行屍突襲中死亡。
卡蘿爾·普勒蒂埃（Carol Peletier）
她是蘇菲婭年輕的母親，再失去丈夫以後，瑞克一行人遇上泰爾西一家，並與泰爾西相戀，但因親眼目睹米瓊恩尋求身體上的慾望而與泰爾西上床，被拋棄後精神逐漸失常，再團隊中尋求依靠，最後因為想與瑞克一家人組成家庭，遭到蘿莉拒絕，而崩潰，自願接近行屍想談心交友而被行屍咬死。
蘇菲婭（Sophia）
卡蘿爾的女兒，在突如其來的情況下失去母親卡蘿爾，因為過度的悲傷和錯愕而企圖忘記自己的親身母親，加上瑪姬與葛倫同情，並收養她為女兒，在到亞歷山大社區之前，蘇菲亞完全否認自己原本的母親並稱瑪姬為生母。
但在卡爾與眾人的引導之下逐漸接受現實並開朗起來，目前與瑪姬一同居住在山頂寨。
艾倫（Allen）
艾倫一家人中的丈夫，再離開亞特蘭大後前往尋找安定點時，因為大意而失去了妻子堂娜，失去了部分求生意志，又因在監獄清掃時被咬傷了腳踝，雖然情急之下有砍斷急救，但仍宣告不治。
堂娜（Donna）
艾倫一家人中的妻子，再離開亞特蘭大後前往尋找安定點時，路途中進入了預售屋社區尋求物資，因為大意而被行屍咬死。
比利（Billy）
艾倫一家人中的雙胞胎兄弟，因為突然失去母親與父親，而被戴爾與安德拉收養，因為過度保護而讓雙胞胎兄弟產生了非正常的價值觀念，故被雙胞胎兄弟"本"殺死。
本（Ben）
艾倫一家人中的雙胞胎兄弟，因為突然失去母親與父親，而被戴爾與安德拉收養，因為過度保護而讓雙胞胎兄弟產生了非正常的價值觀念，故以為死亡會再復活成正常人，而殺死了自己的雙胞胎兄弟"比利"，在眾人把他關住討論如何處理的時候，遭卡爾以眾人安全為由槍殺掉。
吉姆（Jim）
在亞特蘭大行屍突襲支時被咬傷，最後發病請求眾人把他放生亞特蘭大自生自滅。
尚恩（Shane）
瑞克的同事兼搭檔，在末日後帶著蘿莉與卡爾前往亞特蘭大。
末日後與蘿莉關係良好，但瑞克前往亞特蘭大後，蘿莉漸漸不理他，以及在眾多事物上與瑞克持相反意見，日久生恨，於是他打算殺了瑞克，卻被偷偷跟蹤過來的卡爾射穿脖子一槍斃命。

### 泰爾西一家與其同行者
泰爾西（Tyreese）
體格壯碩的黑人大漢，戰鬥力極強，拿手武器是槌子。
曾與卡蘿爾相戀，但拋棄了她。
後因一時失誤而落到州長手中，被當著瑞克等人的面被砍頭致死。
朱莉（Julie）
克里斯（Chris）

### 格雷尼家的農場
赫謝爾·格雷尼（Hershel Greene）
農場主，也是個虔誠的基督徒。
認為行屍還保有人性而把它們當成「病人」看待，卻搞得差點毀掉農場。
後來被州長槍斃。
謝恩·格雷尼（Shawn Greene）; 雷切爾·格雷尼、蘇希·格雷尼（Rachel & Suzie Greene）; 萊希·格雷尼（Lacey Greene）; 阿諾特·格雷尼（Arnold Greene）
赫謝爾的兒女們，在故事中先後死亡。
瑪吉·格雷尼(在第109話中譯為瑪吉·格林)（Maggie Greene）
赫謝爾的女兒，也是格倫的女友（後來結婚），是目前格雷尼家族僅存的人。
計畫與格倫一起收養蘇菲婭。後來懷了格倫的孩子，但她沒想到格倫會被尼根殺害。
對於格倫的死，她曾一度怪罪瑞克當時的膽小，之後反而拜託瑞克一定要殺死尼根。
取代格雷戈里成為山頂寨的領袖，現居住於山頂寨。
比利·格雷尼（Billy Greene）
赫謝爾的小兒子，槍法超群，是團隊中的狙擊手之一。
在保衛監獄時發揮不少作用，但還是被州長的手下開槍射死。
帕特里夏（Patricia）
奧蒂斯（Otis）
獵人，誤傷了卡爾而帶卡爾到格雷尼農場治療。

### 監獄囚犯
戴克斯特（Dexter）
安德魯（Andrew）
大斧（"Axel"）
監獄囚犯中最和善的一個，被接納至瑞克的團隊中。
頭髮非常粗且硬，曾被赫謝爾形容是馬鬃。
在伍德布里中身亡。
托馬斯·理查德斯（Thomas Richards）

### 其他倖存者
莫根·瓊斯（Morgan Jones）
在第一話幫助瑞克的黑人。
在第59話加入瑞克，但不幸於第83話被感染。
杜恩·瓊斯（Duane Jones）
莫根的兒子。
米瓊恩（Michonne）
披著斗篷，使用武士刀為武器。
在伍德布里被州長折磨，之後展開殘忍的報復行動。
與以西結發展成戀人關係，現應居住於神之國。

### 伍德布里
位於喬治亞州的倖存者小鎮，由菲利普·布雷克統治。但菲利普死後，莉莉成為新的統治者。
在與瑞克等人發生戰爭後，只剩六名倖存者存活。

#### 布雷克家庭
州長 / 菲利普·布雷克（The Governor / Philip Blake）
行屍走肉漫畫系列中的經典反派之一，伍德伯里的領袖，處事不擇手段。
以前叫布萊恩，跟著自己強勢有力的兄弟菲利普一起逃亡。有人看不下去而打死了他，然後布萊恩搶了菲利普的名字。
慘遭米瓊恩折磨，在瀕死之際被鮑伯救活。
深愛自己的姪女－佩妮，即使她已經變成行屍。
在第48話被手下殺死。
佩妮·布雷克(Penny Blake)

#### 州長的軍隊
布魯斯·庫珀（Bruce Cooper）
加百列·「蓋博」·哈里斯（Gabriel“Gabe”Harris）
州長的副手，在進攻監獄時被安德拉槍殺。
凱撒·雷蒙·馬丁內斯（Caesar Ramon Martinez）
背叛伍德布里與主角一行人到監獄，表面上是想要將伍德布里的無辜民眾帶來監獄，其實是州長派來的奸細。
但被瑞克識破，以致被瑞克開車撞死。最後屍體被州長利用來說服民眾「開戰」。
莉莉·克爾（Lily Caul）
州長的手下，在射殺蘿莉與茱迪絲母子後，轉身將州長爆頭。
在州長死後，成為伍德布里的領袖，繼續帶領倖存者們生存。
史密提(Smitty)
州長的部下，射殺了比利。

#### 伍德布里居民
史蒂文斯醫生（Dr. Stevens）
受不了州長的惡行惡狀，於是與瑞克一行人到監獄。
但在逃離伍德布里時被咬傷。
艾麗絲·瓦倫（Alice Warren）
背叛伍德布里與主角一行人到監獄，在進攻監獄時被州長槍殺。
曾經是一名室內設計師。
鮑伯·史都奇（Bob Stookey）
是個軍醫，整日喝得爛醉，卻奇蹟似的救活被米瓊恩折磨到瀕死的州長。
哈羅德·亞伯內西（Harold Abernathy）

### 離開監獄後遇見的倖存者
亞伯拉罕·福特中士（Sgt. Abraham Ford）
是個軍人，瑞克的左右手之一。
在第98話被救世軍的德懷特偷襲，被一箭射穿右眼而死亡。
蘿希塔·埃斯皮諾薩（Rosita Espinosa）
身材姣好的黑人女生，亞伯拉罕的前女友。後與尤金交往，在懷孕時144集被低語者獵頭。
尤金·波特博士（"Dr." Eugene Porter）
自稱是掌握殭屍事件機密的科學家，事實上只是個理化老師。
被亞伯拉罕形容為「天才」，因為他的確非常聰明。甚至能治病和觀星象。
打算在亞歷山大安全區域自製彈藥。
加百列·斯托克斯神父（Fr. Gabriel Stokes）
殭屍末日時，不管外面人的死活，自己躲在教堂中，內心因此受到煎熬。低語者大戰後不幸身亡
加百列這個名字取自聖經中傳達上帝信息的天使。

### 獵人們（The Hunters）
是一群抓走過路人，並吃掉人肉的倖存者集團，曾吃掉了戴爾的一條腿。第66話慘遭瑞克等人滅團。
克瑞斯(Chris)
獵人們的首領。
泰莉莎（Theresa）
戴維（David）
阿爾伯特（Albert）
葛瑞(Greg)
查理(Charlie)

### 亞歷山大安全區域（Alexandria Safe-zone）的生存者
是維吉尼亞的一座倖存者小鎮，與山頂寨是交易夥伴。在經歷救世軍攻擊後幾乎毀滅，因此全體居民在後來遷到山頂寨。在第127話中已經重建，目前狀況良好。

#### 招募者
亞倫（Aaron）
亞歷山大安全區域的居民，性格善良，與埃里克負責招募倖存者。
與埃里克的關係十分親密，兩人甚至接吻過。
在第127話中吹號角引開行屍，救了瑪格娜等人。
埃里克（Eric）
亞歷山大安全區域的居民，亞倫的工作夥伴，兩人一起招募倖存者。
擁有一把收訊槍，雖然訊號不好，但從百里外就能聽見聲音。
與亞倫關係十分親密，兩人甚至接吻過。
在與救世軍的戰鬥中被救世兵殺死。

#### 補給蒐集者
希斯（Heath）
亞歷山大安全區域的居民，與格倫一起負責蒐集補給品的工作。是丹尼絲的男友。
在第120話慘遭尼根投擲的手榴彈炸斷左腿，不過幸運地存活下來。
斯科特（Scott）
希斯的死黨，與希斯一起負責蒐集補給品的工作。
在第69話受傷了，之後不幸受感染死亡。
對工作展現負責的態度，希斯曾說:「亞歷山大的補給品有一半是斯科特拚了命換來的。」
格倫（Glenn）
奧莉維亞（Olivia）
負責管理軍火庫，是個和善的大嬸，被低與者列頭名單之一
芭芭拉（Barbara）
霍莉（Holly）
介入亞伯拉罕與蘿希塔之間，導致亞伯拉罕與蘿希塔分手。
被救世軍殺死，屍變後咬傷丹尼絲。
丹尼絲·克羅伊德醫生（Dr. Denise Cloyd）
亞歷山大安全區域的居民，是個醫生。
醫術高超，曾救活了失去右眼、右耳的卡爾。
後來被霍莉咬傷，在屍變前被米瓊恩殺死。
布魯斯（Bruce）
托賓（Tobin）
亞歷山大·戴維森(Alexander Davidson)
安全區域的建造者。道格拉斯的好友，將道格拉斯等人引領到安全區域。
表面上是個稱職的領導者，其實欺負了不少居民，因此在圍牆建好後，道格拉斯將戴維森放逐到圍牆外等死。

#### 蒙蘿家
道格拉斯．蒙蘿（Douglas Monroe）
是亞歷山大安全區域的領導者，在失去蕾吉娜以後失去生存目標，在行屍闖入亞歷山大安全區域時，為了拯救才剛目睹潔西一:家被咬死的瑞克，衝出屋外開槍射擊，在被屍群咬死時失去準度導致流彈擊中卡爾的眼睛。
蕾吉娜．蒙蘿（Regina Monroe）
道格拉斯的妻子，平時尖酸刻薄，在目睹皮特發飆時仍語言刺激，在勸阻皮特反而被他殺害。
斯賓塞·蒙蘿（Spencer Monroe）
道格拉斯的兒子，喜歡安德拉，再加上因為父母都在瑞克一行人入住以後死亡，在瑞克一行人接管亞歷山大安全區域後，使自己從社區領導人的兒子降為普通居民，因此不信任跟安德拉在一起的瑞克。
在尼根來巡視亞歷山大安全區域時，請求希望尼根把瑞克殺死好奪回權力，而被尼根殺害，事後尼根對瑞克諷刺［我剛幫你殺死了一個預謀串位的叛徒］，進而希望瑞克能好好合作。

#### 尼古拉斯的家庭
尼古拉斯（Nicholas）
安全區域的居民，寶拉的丈夫、米奇的父親。
在第124話看見瑞克被德懷特射中，想過去幫忙，結果被救世兵用塗有行屍殘渣的刀刃砍中背部，第125話遭到感染而亡。
米奇（Mikey）
尼古拉斯與寶拉的兒子。
與卡爾一起去上學，兩人成為非常好的朋友。
寶拉(Paula)
尼古拉斯的妻子。
低語者大戰被喪亡

#### 安德森家
皮特·安德森（Pete Anderson）
會辱罵及毆打杰西、阿隆，因此被瑞克打傷。
被隔離後對瑞克產生恨意，因此持刀要殺了他，卻把蕾吉娜殺死了。
在道格拉斯允許下，瑞克槍殺了皮特。
杰西·安德森（Jessie Anderson）
皮特的妻子，被行屍咬死。
阿隆·安德森（Ron Anderson）
皮特與杰西的兒子，與母親一起被行屍咬死。

#### 瑪格娜的團隊
瑪格娜(Magna)
一個年輕的女人，是一個小團體的領導者。
在與救世軍的戰爭結束兩年後，瑪格娜帶領她的團隊旅行，在途中意外與亞歷山大安全區域的趕屍隊相遇，因為趕屍潮衝擊瑪格娜的團體，使得趕屍隊把她們救援回來，最終到達亞歷山大安全區域。
她主張:「好的東西如果太好，一般都是假象。」因此瑪格娜認為，亞歷山大安全區域一定有什麼秘密。
在發現尼根時，她並不相信尼根說的話，並在與瑞克溝通後暫時融入亞力山大安全區團體。
盧克(Luke)
瑪格娜的團員之一，在最新進度中成為了牧屍者的首批犧牲者。
凱利(Kelly)
瑪格娜的團員之一，男黑人。
蔻妮(Connie)
瑪格娜的團員之一，女黑人。
由美子(Yumiko)
瑪格娜的團員之一，亞洲人。使用弓箭為武器。
伯爾尼(Bernie)
瑪格娜的團員之一，在被亞歷山大趕屍隊引來的屍潮襲擊時被咬死。

### 山頂寨（Hilltop Colony）生存者
坐落在維吉尼亞州一座山頂上，將近200個人的小鎮，和亞歷山大安全區域是貿易夥伴，同樣不擅長用槍，但是能夠「自給自足」。
保羅·「耶穌」·蒙羅(Paul "Jesus" Monroe)
山頂寨的「招募者」，由於長得像耶穌而有了「耶穌」的綽號。
武藝高強，是瑞克的得力助手。
現在居住於亞歷山大安全區域，換了造型，變得像個日本武士。
狀態：存活
格雷戈里(Gregory)
山頂寨的前領袖，不擅與人打交道。與救世軍妥協，定期要繳交山頂寨的物資。
個性稍微懦弱，不被耶穌及其他居民認同是個好領袖。後來領袖的地位被瑪姬代替，對瑪姬心生不滿並預謀篡位，對瑪姬下毒，但因為不熟悉而沒能成功，最後被瑪姬公開絞刑，瑪姬以此為演講說希望是第一次也是最後一次。
厄爾·薩頓(Earl Sutton)
山頂寨的鐵匠，打算為瑞克做義肢。
雖然已經收羅藍為徒弟，但還是對卡爾說:「誰說我只會收一個徒弟。」
哈爾倫·卡森(Harlan Carson)
山頂寨的醫生，有提到他已經在山頂寨接生兩個嬰兒，瑪吉的小孩是第三個。
有個兄弟在救世軍中。
伊桑(Ethan)
與三個同伴被救世軍擄走，但只有他成功逃回來。為了保障女友的性命，承諾尼根要刺殺格雷戈里，結果被瑞克殺死。
肯恩(Ken)
與馬爾科前去探索野生馬群。
丟了自己的馬，很害怕瑪吉會生氣。
傷了一條腿，且身體虛弱，馬爾科只能拋下肯恩讓他等死。
在逃避屍群時與馬爾科聽到了行屍在說話。
後來證實被牧屍者抓走，並用於交換人質做的籌碼，所幸瑪姬一行人也成功換回了肯恩。
馬爾科（Marco）
與肯恩前去探索野生馬群。
在逃避屍群時與肯恩聽到了行屍在說話。
丟下負傷的肯恩，自己一人逃離屍群。
羅藍（Rolland）
厄爾·薩頓的鐵匠學徒，年紀與卡爾相仿。

#### 格雷尼家庭
瑪吉·格雷尼（Maggie Greene）
山頂寨現任領袖，格倫的妻子。
赫謝爾·格雷尼（Hershel Greene）
瑪吉與格倫的孩子，名字來自於瑪吉的父親，赫謝爾。

#### 布麗安娜的家庭
布麗安娜(Brianna)
布麗安娜的兒子(Brianna's son)
布麗安娜有跟瑪吉提到她有一個兒子，不過還沒在作品中登場。

#### 守衛
但丁（Dante）
發現馬爾科的人，受到瑪吉委託去尋找肯恩。
對瑪吉有一定程度的好感，但格倫的死對瑪吉而言打擊太大，至今仍得不到答覆。
遭遇了偽裝成行屍，還使用武器的倖存者。
愛德華多(Eduardo)
山頂寨的守牆人。
與救世軍的戰爭後行蹤不明。
道格（Doug）
與但丁同行去尋找肯恩的人。
被偽裝成行屍的不明倖存者持刀刺殺。
寇爾(Kal)
山頂寨的守牆人，亞裔，被救世軍殺死。

### 救世軍(The Saviors)
勒索其他倖存者聚落的土匪，基地是個廢棄的大型工廠，圍牆遍布被限制住的行屍。不擅長用槍，但是坐擁強大的冷兵器，在戰爭時期勒索亞歷山大安全區域和山頂寨。
裡面的成員通稱救世兵(Savior)。
在尼根被捕後除了尼根之外，所有成員皆與瑞克等人和好。
尼根(Negan)
救世軍的前首領，一個喜怒無常的壯漢，用綁了鐵絲的球棒(尼根稱它為露西爾)殺了葛倫。
比州長更為殘暴，可以面無難色的虐死活人。但奇怪的是，尼根會安慰哭泣的卡爾。
在自己的團體裡建立「後宮」，拆散了一對對愛侶。
滿口粗話，發言大多數與性有關。
在第126話中被瑞克割喉，但沒死，不過已經落到瑞克等人手裡。基於人道，瑞克不殺尼根，但瑞克說，尼根將被終身監禁。
對於瑪格娜等人的出現感到驚喜，並表示瑞克等人都是禽獸。尼根說他沒做什麼壞事就被關，但瑪格娜不信。
卡森(Carson)
救世軍倖存者，是哈爾倫的兄弟。
與德懷特一樣，漸漸有棄暗投明的跡象。
馬克(Mark)
安培兒的愛人，因而被尼根烙印。
安培兒(Amber)
馬克的愛人，救世軍倖存者。
塔拉(Tara)
女性，救世軍倖存者。
約翰(John)
非裔，救世軍倖存者。
他的右眼是瞎的，原因不明。
莫莉(Molly)
救世軍倖存者。
麥克(Mike)
救世軍倖存者。
康納(Connor)
救世軍倖存者。偷襲在鐘樓上狙擊的安德拉，反被她給推下鐘樓而死。

#### 德懷特的家庭
德懷特(Dwight)
尼根的得力助手，使用十字弓為武器，殺了亞伯拉罕。救世軍現任首領。
被尼根烙印他的左臉。
在第108集，德懷特透露出他的心聲，他打從心底根本沒有對尼根忠誠的意思，因為尼根搶走了他的妻子。
沒有對瑞克發射塗滿行屍血肉的箭，因而使瑞克能重傷尼根。是瑞克等人能戰勝的功臣之一。
現在已漸漸表現出棄暗投明的行為，比如槍殺攻擊山頂寨的救世兵。
雪莉(Sherry)
德懷特的妻子，但被尼根威脅之後淪為尼根的「後宮」。
目前行蹤不明。

### 神之國(The Kingdom)
以西結(Ezekiel)
神之國的國王，非裔，第一人稱是「朕」。
在戰爭中唯一倖存的神之國士兵。
與米瓊恩發展成戀人關係。
希瓦(Shiva)
以西結養的老虎，以西結說牠討厭暴力。
理查德（Richard）
馬庫斯（Marcus）
班傑明（Benjamin）
第129話中，瑞克父子遇到的騎士。
職務是清空行屍，範圍約是亞歷山大安全區域至山頂寨的交易路線。
因行屍攻擊瑞克父子而被瑞克責怪怠忽職守。

## 作畫
- Tony Moore：第1–6話（2004）（漫畫）、第1–24話（封面）(2005)，平裝書的1–4冊（封面）。
- Charlie Adlard：第7話至今（漫畫），第25話至今（封面），平裝書的第5冊至今（封面）。[1]

## 出版書籍
該系列迄今已出版以下版本：

### 平裝本
在平裝本中每一本收錄六話，標題遵循有三個英文單詞的制式。

香港和台湾版本由稻田出版社代理，译名为阴尸路，中国大陆由世界图书出版公司负责翻译和发行，翻译为行尸走肉。
| 標題（英文／繁体中文/简体中文）                                                       | ISBN／出版日期（美）                  | ISBN／出版日期（稻田）               | ISBN／出版日期（世图）               | 收錄話數                              |
| ------------------------------------------------------------------------------------- | ------------------------------------- | ------------------------------------ | ------------------------------------ | ------------------------------------- |
| The Walking Dead Vol. 1: Days Gone Bye 陰屍路 第1集 人事全非 行尸走肉1 时过境迁       | ISBN 1-58240-358-9 2004年5月12日      | ISBN 978-986-6749-99-5 2012年5月10日 | ISBN 978-751-0066-46-7 2014年5月20日 | The Walking Dead #1–6                 |
| The Walking Dead Vol. 2: Miles Behind Us 陰屍路 第2集 漫漫長路 行尸走肉2 步步惊魂     | ISBN 1-58240-413-5 2004年11月24日     | ISBN 9789865949013 2012年6月25日     | ISBN 9787510066450 2014年5月20日     | The Walking Dead #7–12                |
| The Walking Dead Vol. 3: Safety Behind Bars 陰屍路 第3集 身陷囹圄 行尸走肉3 牢而不固  | ISBN 1-58240-487-9 2005年5月18日      | ISBN 9789865949051 2012年9月10日     | ISBN 9787510066474 2014年5月20日     | The Walking Dead #13–18               |
| The Walking Dead Vol. 4: The Heart's Desire 陰屍路 第4集 慾望之心 行尸走肉4 烈欲熏心  | ISBN 1-58240-530-1 2005年11月30日     | ISBN 9789865949044 2012年10月25日    | ISBN 9787510094804 2015年4月1日      | The Walking Dead #19–24               |
| The Walking Dead Vol. 5: The Best Defense 陰屍路 第5集 全面武裝 行尸走肉5 防不胜防    | ISBN 1-58240-612-X 2006年9月27日      | ISBN 9789865949143 2013年3月20日     | ISBN 9787510094811 2015年4月1日      | The Walking Dead #25–30               |
| The Walking Dead Vol. 6: This Sorrowful Life 陰屍路 第6集 殘破人生 行尸走肉6 愁云惨雾 | ISBN 1-58240-684-7 2007年4月11日      | ISBN 9789865949181 2013年9月10日     | ISBN 9787510094828 2015年4月1日      | The Walking Dead #31–36               |
| The Walking Dead Vol. 7: The Calm Before 陰屍路 第7集 風暴前夕 行尸走肉7 山雨欲来     | ISBN 1-58240-828-9 2007年9月26日      | ISBN 9789865949198 2014年3月10日     | ISBN 9787510095917 2015年6月1日      | The Walking Dead #37–42               |
| The Walking Dead Vol. 8: Made To Suffer 陰屍路 第8集 備受煎熬 行尸走肉8 水深火热      | ISBN 1-58240-883-1 2008年6月25日      | ISBN 9789865949204 2014年11月5日     | ISBN 9787510095924 2015年6月1日      | The Walking Dead #43–48               |
| The Walking Dead Vol. 9: Here We Remain 行尸走肉9 劫后余生                            | ISBN 1-60706-022-1 2009年1月21日      |                                      | ISBN 9787519200206 2016年2月1日      | The Walking Dead #49–54               |
| The Walking Dead Vol. 10: What We Become 行尸走肉10 南橘北枳                          | ISBN 1-60706-075-2 2009年8月12日      |                                      | ISBN 9787519200213 2016年2月1日      | The Walking Dead #55–60               |
| The Walking Dead Vol. 11: Fear the Hunters 行尸走肉11 颤栗猎杀                        | ISBN 1-60706-122-8 2010年1月6日       |                                      | ISBN 9787519221881 2017年4月1日      | The Walking Dead #61–66               |
| The Walking Dead Vol. 12: Life Among Them 行尸走肉12 格格不入                         | ISBN 1-60706-254-2 2010年8月3日       |                                      | ISBN 9787519221898 2017年4月1日      | The Walking Dead #67–72               |
| The Walking Dead Vol. 13: Too Far Gone                                                | ISBN 1-60706-329-8 2010年11月23日     |                                      |                                      | The Walking Dead #73–78               |
| The Walking Dead Vol. 14: No Way Out                                                  | ISBN 1-60706-392-1 2011年6月22日      |                                      |                                      | The Walking Dead #79–84               |
| The Walking Dead Survivors Guide （倖存者手冊）                                       | ISBN 1-60706-458-8 2011年11月1日      |                                      |                                      | The Walking Dead Survivors Guide #1–4 |
| The Walking Dead Vol. 15: We Find Ourselves                                           | SC: ISBN 1-60706-440-5 2011年12月27日 |                                      |                                      | The Walking Dead #85-90               |
| The Walking Dead Vol. 16: A Larger World 天地涯涯任我行                               | ISBN 1-60706-559-2 2012年6月6日       |                                      |                                      | The Walking Dead #91–96               |
| The Walking Dead Vol. 17:Somr Thing to Fear 一物降一物                                | ISBN 1-60706-615-7 2012年11月21日     |                                      |                                      | The Walking Dead #97–102              |
| The Walking Dead Vol. 18: What Comes After                                            | ISBN 1-60706-687-4 2013年6月18日      |                                      |                                      | The Walking Dead #103–108             |
| The Walking Dead Vol. 19: March To War                                                | ISBN 1-60706-818-4 2013年11月13日     |                                      |                                      | The Walking Dead #109–114             |
| The Walking Dead Vol. 20: All Out War (Part One)                                      | ISBN 1-60706-882-6 2014年3月11日      |                                      |                                      | The Walking Dead #115–120             |
| The Walking Dead Vol. 21: All Out War (Part Two)                                      | ISBN 1-63215-030-1 2014年7月23日      |                                      |                                      | The Walking Dead #121–126             |
| The Walking Dead Vol. 22: A New Beginning                                             | ISBN 1-63215-041-7 2014年11月5日      |                                      |                                      | The Walking Dead #127–132             |
| The Walking Dead Vol. 23: Whispers Into Screams                                       | ISBN 1-63215-258-4 2015年3月12日      |                                      |                                      | The Walking Dead #133–138             |
| The Walking Dead Vol. 24: Life And Death                                              | ISBN 1-63215-402-1 2015年8月26日      |                                      |                                      | The Walking Dead #139–144             |
| The Walking Dead Vol. 25: No Turning Back                                             | ISBN 1-63215-659-8 2016年4月5日       |                                      |                                      | The Walking Dead #145–150             |
| The Walking Dead Vol. 26: Call To Arms                                                | ISBN 1-63215-917-1 2016年9月14日      |                                      |                                      | The Walking Dead #151–156             |
| The Walking Dead Vol. 27: The Whisperer War                                           | ISBN 1-53430-052-X 2017年3月7日       |                                      |                                      | The Walking Dead #157–162             |
| The Walking Dead Vol. 28: A Certain Doom                                              | ISBN 1-53430-244-1 2017年10月3日      |                                      |                                      | The Walking Dead #163–168             |
| The Walking Dead Vol. 29:                                                             | ISBN 1-53430-497-5 2018年3月13日      |                                      |                                      | The Walking Dead #169–174             |

### 精裝本
All hardcovers contain the material from the comics including the covers, and in some cases, bonus material. The trim size of the books are larger than the paperbacks. Each hardcover contains two story arcs from the series. There are signed versions of the books available, each of which are limited to 310 pieces.
| 標題                          | ISBN                   | 出版日期       | 收錄話數                          | 封面人物        |
| ----------------------------- | ---------------------- | -------------- | --------------------------------- | --------------- |
| The Walking Dead Book One     | HC: ISBN 1-58240-619-7 | 2006年7月19日  | The Walking Dead #1–12            | Rick            |
| The Walking Dead Book Two     | HC: ISBN 1-58240-698-7 | 2007年3月7日   | The Walking Dead #13–24           | Michonne        |
| The Walking Dead Book Three   | HC: ISBN 1-58240-825-4 | 2007年12月19日 | The Walking Dead #25–36           | The Governor    |
| The Walking Dead Book Four    | HC: ISBN 1-60706-000-0 | 2008年10月29日 | The Walking Dead #37–48           | Lori and Judith |
| The Walking Dead Book Five    | HC: ISBN 1-60706-171-6 | 2010年5月5日   | The Walking Dead #49–60           | Abraham         |
| The Walking Dead Covers       | HC: ISBN 1-60706-002-7 | 2010年10月19日 | The Walking Dead #1–50 (covers)   | N/A             |
| The Walking Dead Book Six     | HC: ISBN 1-60706-327-1 | 2010年10月26日 | The Walking Dead #61–72           | Carl            |
| The Walking Dead Book Seven   | ISBN 1-60706-439-1     | 2011年10月18日 | The Walking Dead #73–84           | Rick            |
| The Walking Dead Book Eight   | ISBN 1-60706-593-2     | 2012年9月26日  | The Walking Dead #85–96           | Andrea          |
| The Walking Dead Book Nine    | ISBN 1-60706-798-6     | 2013年9月17日  | The Walking Dead #97–108          | Negan           |
| The Walking Dead 100 Project  |                        | 2013年9月25日  |                                   | N/A             |
| The Walking Dead Book Ten     | ISBN 1-63215-034-4     | 2014年9月3日   | The Walking Dead #109–120         | Ezekiel         |
| The Walking Dead: All Out War |                        | 2014年10月1日  | The Walking Dead #115–126         | Rick and Negan  |
| The Walking Dead Covers Vol.2 | HC: ISBN 1-60706-595-9 |                | The Walking Dead #51–100 (covers) | N/A             |

### 選集版
Limited Edition Omnibus editions collect 24 issues in a slipcase with several extras. As limited edition versions, the first volume is autographed by Robert Kirkman and Charlie Adlard with 300 pieces available. The second volume has a standard release of 3000 pieces, and there is also a deluxe limited edition (signed by Kirkman/Adlard) with 300 pieces available.
| 標題                                | ISBN                   | 出版日期       | 收錄話數        |
| ----------------------------------- | ---------------------- | -------------- | --------------- |
| The Walking Dead Volume 1 Deluxe HC | HC: ISBN 1-58240-511-5 | 2005年12月14日 | Collects #1–24  |
| The Walking Dead Volume 2 Deluxe HC | HC: ISBN 1-60706-029-9 | 2009年2月17日  | Collects #25–48 |
| The Walking Dead Volume 3 Deluxe HC | HC: ISBN 1-60706-330-1 | 2011年2月8日   | Collects #49–72 |

The Limited Edition retailer giveaway is a limited hardcover of the softcover Vol. 1, with black faux leather cover and red foil highlights.

### 概要版
概要版（Omnibus editions）收錄了48話.
| 標題                                 | ISBN                   | 出版日期     | 收錄話數       |
| ------------------------------------ | ---------------------- | ------------ | -------------- |
| The Walking Dead Compendium Volume 1 | SC: ISBN 1-60706-076-0 | 2009年5月6日 | Collects #1–48 |

### 小說
| 標題                                                             | ISBN                         | 出版日期         | 作者                          |
| ---------------------------------------------------------------- | ---------------------------- | ---------------- | ----------------------------- |
| The Walking Dead: Rise of the Governor （行屍：州長的發跡）      | 精裝：ISBN 978-0-312-54773-8 | 2011年10月11日   | Robert Kirkman Jay Bonansinga |
| The Walking Dead: The Road to Woodbury（行屍：前住伍德布里的路） | ISBN 978-0-312-54774-5       | October 16, 2012 | Robert Kirkman Jay Bonansinga |

## 相關作品

### 電視遊戲
2011年2月18日，訴說遊戲宣布製作一個改編自行屍的章节式电子游戏。將於2011年秋季首次亮相。Kirkman表示不會如典型的喪屍遊戲，例如惡靈勢力（Left 4 Dead），這會更注重性格描述和感情多於戰鬥情節

### 其他產品
在2011發表小說，取名《行屍：州長的發跡（The Walking Dead: Rise of the Governor）》。

## 外部連結
- 行屍官方網頁
- AMC的行屍電視劇版的官方網頁 （页面存档备份，存于）